# 서프사이드비치 (텍사스주)

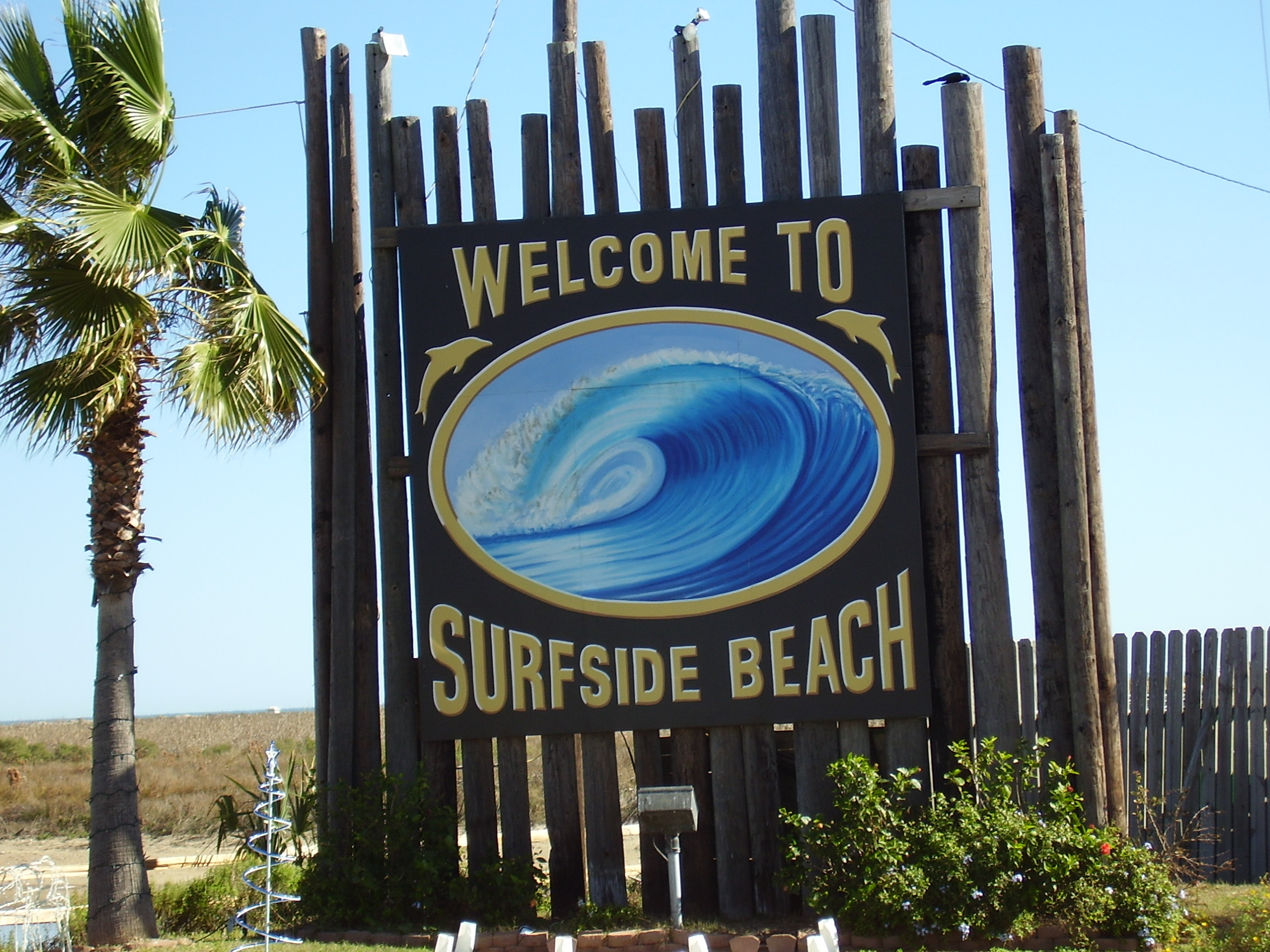
서프사이드비치 입구 표지판

서프사이드비치(영어: Surfside Beach)는 미국 텍사스주 브라조리아군에 있는 도시이다. 2010년 기준으로 인구는 482명이다.